# Thomas Mathiesen
Pour les articles homonymes, voir Mathiesen.
Thomas Mathiesen, né le 5 octobre 1933 et mort le 29 mai 2021, est un sociologue du droit et universitaire norvégien. 

## Biographie
Thomas Mathiesen étudie la sociologie à l'université de Wisconsin, où il obtient sa licence en 1955, puis il obtient son master en 1958 à l'université d'Oslo, où il soutient son doctorat en 1965. En 1972, il est nommé professeur de sociologie du droit à la faculté de droit de cette même université. Il est nommé docteur honoris causa de l'université de Lund en 2003. Il est retraité depuis.

## Activités de recherche
Avec Nils Christie et Louk Hulsman, il appartient au mouvement pour l'abolition des prisons. 
Dans The Viewer Society: Michel Foucault's 'Panopticon' revisited (1997), Mathiesen théorise l'idée de « synopticon », ou surveillance de tous par quelques-uns, en référence au panoptique décrit par Michel Foucault dans Surveiller et punir.

## Distinctions
- 1974 : prix Denis Caroll de l'International Society of Criminology (en)[2]
- 2003 : 
  - docteur honoris causa de l'université de Lund[2]
  - prix Zola (no)[4]

## Publications
- The Defences of the Weak: A Sociological Study of a Norwegian Correctional Institution, London: Tavistock, 1965
- Beyond the Boundaries of Organisations, California: Glendessary Press, 1972
- The Politics of Abolition, London: Martin Robertson, 1974
- «The future of control systems - the case of Norway», in D. Garland &  P.Young, (dirs.) The Power to Punish, London: Heinemann, 1983
- «The Politics of abolition», Contemporary Crises 10: 81-94, 1986
- Silently Silenced, U.K.: Waterside Press, 2004
- Towards a Surveillant Society, U.K.: Waterside Press, 2013
- The Politics of Abolition Revisited, Milton Park: Routledge 2015
- Cadenza. A professional autobiography, London: EG Press 2017.